# 孝靖穆皇后
孝靖穆皇后何氏（？—？），後唐後唐烈祖李琰妻。
何氏事跡不詳，只知她嫁與後唐烈祖及生後唐德祖李霓，後來贈封秦國夫人。天成二年（927年）正月，後唐明宗李嗣源追尊何氏諡號為孝靖穆皇后。